# Villa Lisi
Villa Lisi è una dimora storica italiana, situata in via di Castelnuovo a Firenze.

## Storia
Nel medioevo esisteva una curtis fortificata con tanto di torre, conosciuta come il Palagiaccio. Nel 1534 risulta di proprietà di un tal Francesco di Giovanni, il quale, rivendette la proprietà a Piero di Nerlo Nerli (1558). In quello stesso anno pervenne ad Andrea Andreini, proveniente da una famiglia di orafi, il quale diede all'edificio eleganti forme tardo rinascimentali (che tuttora mantiene) e una cappella (costruita nella prima metà del Seicento) che conserva una tela di Filippo Tarchiani (1576-1645) raffigurante una Madonna col Bambino tra gli angeli e i santi Pietro, Antonio Abate, Francesco e Zeno di Verona. Probabilmente la villa costituì anche un casino di caccia (la zona abbondava di selvaggina).
Pervenne nel Settecento al letterato Averardo de' Medici il quale la restaurò; sarà quindi trasformata in villa signorile nella seconda metà del XIX secolo quando la comprarono i Lisi e poi i Checcucci-Lisi, i quali procedettero alla ricostruzione della cappella, distrutta dal terremoto del 1895.
Il corpo di fabbrica si articola in due edifici contigui, ma in parte separati e di differente altezza. La villa vera e propria si trova nel settore sud occidentale, occupando anche parte del settore nord-orientale.